# M57
M57 eller Liverpool Outer Ring Road är en motorväg som går i en båge öster om Liverpool. Den binder ihop Liverpools förorter och flera större infartsvägar till staden, bland annat motorvägarna M58 och M62.